# Campatonema marginata
Campatonema marginata är en fjärilsart som beskrevs av Jones 1921. Campatonema marginata ingår i släktet Campatonema och familjen mätare. Inga underarter finns listade i Catalogue of Life.